# Sesioplex punctulatus
Sesioplex punctulatus là một loài tò vò trong họ Ichneumonidae.